# Desmond Titterington
John Desmond Titterington (Cultra, 1º maggio 1928 – Dundee, 13 aprile 2002) è stato un pilota automobilistico britannico.
In Formula 1 partecipò al solo Gran Premio di Gran Bretagna 1956 su una Connaught, non terminando la gara.

## Carriera

### Gli inizi
Desmond Titterington nacque in una famiglia di mercanti di tessuti, vicino a Belfast, in Irlanda del Nord. Nel 1942 venne mandato dalla famiglia in Scozia per terminare gli studi e, successivamente, ebbe modo di frequentare l'Università di St. Andrews, dove strinse amicizia con Archie Scott Brown. Tornato a Belfast nel 1950 cominciò a sviluppare la sua passione per l'automobilismo comprando una MG J2, con cui prese parte alle sue prime corse.
Comprò poi una Fiat Balilla da Pat Melville, personaggio che lo avrebbe in seguito aiutato nel corso della sua carriera, e cominciò ad ottenere i primi risultati. Ottenne poi la prima vittoria nel 1952 a bordo di una Allard J2X nel Trofeo di Leinster, contornato da altri successi su gare in salita negli anni successivi. Visti i buoni risultati decise dunque di partecipare a competizioni più impegnative e, nel 1953, venne assunto dall'Ecurie Ecosse, con cui ottenne subito un quarto posto al debutto in una corsa a Snetterton. L'anno seguente partecipò al Rally di Montecarlo cogliendo un sesto posto e si impose in varie gare di livello nazionale in Gran Bretagna. La Jaguar decise quindi di affidargli una vettura sport prototipo, vedendo il proprio pilota imporsi all'Ulster Trophy e sfiorare un successo al Tourist Trophy in coppia con Mike Hawthorn. Quest'ultimo rimase stupito dalle capacità di Titterington e consigliò ad Enzo Ferrari di assumerlo, anche se il nordirlandese declinò l'offerta preferendo correre per la Mercedes. Nel 1955, poi, continuò ad ottenere altri successi in gare disputate soprattutto in Inghilterra, ma prese parte ad eventi come la 12 Ore di Sebring, la 1000 km del Nürburgring e la 24 Ore di Le Mans.

### Formula 1
A fine anno Titterington decise di debuttare in Formula 1 in una gara non ufficiale, la Gold Cup, giungendo al terzo posto a bordo di una Vanwall. Il passaggio a vetture della Connaught gli impedì di ottenere risultati altrettanto brillanti, se si esclude un altro podio al BRDC International Trophy, seppur attardato di tre giri. Infine prese parte al Gran Premio di Gran Bretagna 1956, gara valida per il mondiale, ma una brutta partenza gli fece perdere diverse posizioni, costringendolo a combattere nelle retrovie. Una lunga rimonta e diversi ritiri lo avevano portato all'undicesima posizione, ma fu costretto al ritiro.

#### Risultati completi
| 1956 | Scuderia  | Vettura   |  |  |  |  |  |     |  |  |  | Punti | Pos. |
| ---- | --------- | --------- |  |  |  |  |  | --- |  |  |  | ----- | ---- |
| 1956 | Connaught | Connaught |  |  |  |  |  | Rit |  |  |  | 0     |      |

| Legenda | 1º posto     | 2º posto | 3º posto    | A punti         | Senza punti/Non class.  | Grassetto – Pole position Corsivo – Giro più veloce |
| Legenda | Squalificato | Ritirato | Non partito | Non qualificato | Solo prove/Terzo pilota | Grassetto – Pole position Corsivo – Giro più veloce |

### Il ritiro
A fine anno, però, decise di annunciare il ritiro per dedicarsi alla propria famiglia e per gestire i suoi affari, anche se successivamente prese parte ad alcune competizioni a ruote coperte. Nel 1972 si ritirò poi a vita privata, vendendo le sue aziende e trasferendosi in Scozia. Negli ultimi anni di vita fu afflitto da problemi di salute e morì il 13 aprile del 2002.